# Pernilla Falk
Irene Pernilla Falk, född 28 mars 1986, är en svensk före detta fotbollsspelare (mittfältare). Hon har bland annat spelat för Kristianstads DFF.

## Karriär
Falks moderklubb är Harplinge IK. Därefter spelade hon för Stattena IF. Inför säsongen 2007 gick Falk till Kristianstads DFF. Hon spelade för klubben säsongerna 2007, 2008 och 2009. 
2010 spelade Falk för IS Halmia.